# Ramsin Azizsir
Ramsin Azizsir (Hof, 12 giugno 1991) è un lottatore tedesco, specializzato nella lotta greco-romana.

## Palmarès
| Anno | Manifestazione    | Sede       | Evento | Risultato | Note |
| ---- | ----------------- | ---------- | ------ | --------- | ---- |
| 2007 | Europei cadetti   | Varsavia   | 76 kg  | 11º       |      |
| 2008 | Europei cadetti   | Daugavpils | 76 kg  | 8º        |      |
| 2009 | Europei junior    | Tbilisi    | 84 kg  | Oro       |      |
| 2009 | Mondiali junior   | Ankara     | 84 kg  | 23º       |      |
| 2010 | Europei junior    | Samokov    | 84 kg  | 14º       |      |
| 2011 | Europei junior    | Zrenjanin  | 84 kg  | Argento   |      |
| 2011 | Mondiali junior   | Bucarest   | 84 kg  | 11º       |      |
| 2012 | Europei           | Belgrado   | 84 kg  | 19º       |      |
| 2013 | Europei           | Tbilisi    | 84 kg  | 20º       |      |
| 2014 | Mondiali          | Tashkent   | 85 kg  | 5º        |      |
| 2014 | Mondiali militari | Fort Dix   | 85 kg  | Oro       |      |
| 2015 | Giochi europei    | Baku       | 85 kg  | Bronzo    |      |
| 2015 | Mondiali          | Las Vegas  | 85 kg  | 9º        |      |
| 2017 | Europei           | Novi Sad   | 85 kg  | Bronzo    |      |
| 2018 | Europei           | Kaspijsk   | 97 kg  | 5º        |      |
| 2019 | Europei           | Bucarest   | 97 kg  | 8º        |      |